# Macedonica guicciardii
Macedonica guicciardii is een slakkensoort uit de familie van de Clausiliidae. De wetenschappelijke naam van de soort is voor het eerst geldig gepubliceerd in 1856 door Roth.